# كارسون فولمر
كارسون فولمر (بالإنجليزية: Carson Fulmer)‏ هو لاعب كرة قاعدة أمريكي، ولد في 13 ديسمبر 1993 في ليكلاند في الولايات المتحدة.

## وصلات خارجية
- كارسون فولمر على موقع دوري كرة القاعدة الرئيسي (الإنجليزية)
- كارسون فولمر على موقعبيزبول رفرنس.كوم (الدوري الرئيسي) (الإنجليزية)
- كارسون فولمر على موقعبيزبول رفرنس.كوم (الدوري الثانوي) (الإنجليزية)
- كارسون فولمر على موقع إي إس بي إن.كوم (أم.أل.بي) (الإنجليزية)
- كارسون فولمر على موقع مشجعي الرسوم البيانية (الإنجليزية)